# 레툰
레툰(고대 그리스어: Λητῶον)은 레토의 성소로 크산토스의 근처로 아나톨리아의 리키아 영역의 가장 중요한 성지중의 하나이다. 그곳은 튀르키예의 물라 주의 페티예 인근에 위치한다. 크산토스에서 크산토스 강을 따라 남쪽 4km 쯤이다.
이곳에서는 리키아에 그리스가 영향을 미치는 4세기 초보다 전인, 기원전 6세기 말 경의 고고학적 발굴이 있었다. 레토의 이전에 이곳은 이미 고대의 여신인 에니 마하나히(Eni Mahanahi)의 성소였으며, 이 지위는 레토와 그 쌍둥이 자식들에 의해 승계되었다.
크산토스 계곡의 아폴로신 숭배는 역사적으로나 고고학적으로 밝혀진 바가 없지만, 두 가지 뤼코스 신화로 뒷받침된다. 하나는 그리스 신화에서 데우칼리온의 홍수때 로도스섬의 토착 텔키네스에서 나와 이곳을 점령하였고, 다른 하나는 아테네에서 온 아이게우스의 형제이다.
1988년 유네스코 세계문화유산으로 지정되었다.